# Challenger de Maui 2016
El torneo Tennis Championships of Maui 2016 es un torneo profesional de tenis. Pertenece al ATP Challenger Series 2016. Se disputará su 7.ª edición sobre superficie dura, en Lahaina, Estados Unidos entre el 25 al el 31 de enero de 2016.

## Jugadores participantes del cuadro de individuales
| Favorito | País                      | Jugador          | Rank1 | Posición en el torneo |
| -------- | ------------------------- | ---------------- | ----- | --------------------- |
| 1        | Bandera del Reino Unido   | Kyle Edmund      | 88    | FINAL                 |
| 2        | Bandera de Moldavia       | Radu Albot       | 122   | Primera ronda         |
| 3        | Bandera de Australia      | James Duckworth  | 129   | Semifinales           |
| 4        | Bandera de Estados Unidos | Bjorn Fratangelo | 132   | Primera ronda         |
| 5        | Bandera de Estados Unidos | Ryan Harrison    | 134   | Primera ronda         |
| 6        | Bandera de Estados Unidos | Jared Donaldson  | 136   | Primera ronda         |
| 7        | Bandera de Eslovenia      | Blaž Rola        | 146   | Primera ronda         |
| 8        | Bandera de Estados Unidos | Dennis Novikov   | 153   | Segunda ronda         |

- 1 Se ha tomado en cuenta el ranking del 18 de enero de 2016.

### Otros participantes
Los siguientes jugadores recibieron una invitación (wild card), por lo tanto ingresan directamente al cuadro principal (WC):
- Stefan Kozlov
- Noah Rubin
- Thibaud Berland
- Jaume Martinez Vich

Los siguientes jugadores ingresan al cuadro principal tras disputar el cuadro clasificatorio (Q):
- Ernesto Escobedo
- Nicolas Meister
- Michael Mmoh
- Eric Quigley

## Campeones

### Individual Masculino
- Wu Di derrotó en la final a  Kyle Edmund, 4–6, 6–3, 6–4

### Dobles Masculino
- Jason Jung /  Dennis Novikov derrotaron en la final a  Alex Bolt /  Frank Moser, 6–3, 4–6, [10–8]